# Александр Яннай II
Александр II Яннай — юдейський царевич з династії Хасмонеїв, син Арістобула II.

## Життєпис
67 року до н. е., коли боротьба за престол між братами Гірканом II й Арістобулом II завершилась тимчасовим перемир'ям, Александр одружився зі своєю кузиною Александрою, дочкою Гіркана. Після взяття Єрусалима Помпеєм 63 року він, його батьки, брати і сестри були відряджені до Рима як військовополонені. Александр дорогою втік, та, повернувшись до Юдеї, намагався силою зброї повалити римське володарювання. Користуючись скрутним становищем, в якому перебували тоді римляни, змушені боротись із заворушеннями серед арабів, Александр ужив заходів до відновлення єрусалимських укріплень, зруйнованих Помпеєм, хоч його діям і перешкоджали залишені у країні римські гарнізони та слабкість царя Гіркана. Потім він забезпечив за євреями володіння фортецями Александріоном, Гірканіоном та Махероном.
Зібравши навколо себе військо з 10000 легкоозброєної піхоти й 1500 кінноти, Александр 57 року до н. е. оголосив Риму відкриту війну. Габіній, який якраз прибув до Сирії як проконсул, негайно відрядив проти нього свого легата Марка Антонія, а потім виступив сам з головним військом, чисельність якого збільшували романізовані євреї під проводом напівєврея Антипатра. Александр марно намагався уникнути правильного бою. Біля Єрусалима 3000 осіб з числа його прибічників загинули, стільки ж було взято у полон, а сам він з невеликою частиною тих, хто залишився живим, утік до фортеці Александріон. Незважаючи на обіцянки повного прощення, він відкинув пропозицію Габінія про здачу, й лише після хороброї оборони проти об'єднаних сил Габінія та Марка Антонія він здався на умовах збереження свободи. Те невдале повстання проти римського протекторату в Юдеї надало можливість римській владі ще більше скоротити політичну автономію підкореної країни: Габіній позбавив Гіркана усілякої політичної ролі та залишив йому лише спостереження за храмом.
Утім Александр не втрачав надії. 55 року, після втечі батька і брата з римського полону, він знову замислив повстання проти римлян. Поки Габіній був відсутнім у Палестині, Александр зібрав значні сили, за допомогою яких переміг римські загони, що виступили проти нього, та змусив ворога відступити до гори Гарізім. Габіній повернувся з Александрії, до того ж значна частина сил Александра була відтягнута від нього агітацією римського прибічника Антипатра. Залишившись з невеликим загоном, що не міг протистояти атаці Габінія, Александр утік з поля битви при Ітабуріоні. Під час боротьби Помпея з Юлієм Цезарем, який симпатизував Хасмонеям, Александр був страчений в Антіохії за наказом Помпея, прибічники якого того ж року отруїли в Римі батька Александра.

## Родина
- Дружина Александра, дочка Гіркана II
  - дочка Маріамна — дружина Ірода Великого. Страчена за наказом чоловіка
  - син Арістобул III — упродовж короткого терміну був юдейським первосвящеником. Утоплений за наказом Ірода.